# بخش واشینگتن (شهرستان ریچلند، اوهایو)
بخش واشینگتن (به انگلیسی: Washington Township) یک منطقهٔ مسکونی در ایالات متحده آمریکا است که در شهرستان ریچلند، اوهایو واقع شده‌است.
 بخش واشینگتن ۸۴٫۰ کیلومتر مربع مساحت و ۶٬۷۷۷ نفر جمعیت دارد و ۳۹۷ متر بالاتر از سطح دریا واقع شده‌است.